# Koschitzki & Ritter
Koschitzki & Ritter ist ein klassisches Kammermusikensemble in der Besetzung von zwei Blockflöten und Basso continuo, das vorwiegend Barockmusik spielt.

## Geschichte
Gegründet wurde das Ensemble 2006 von den beiden Flötisten Andrea Ritter und Daniel Koschitzki, die sich schon seit ihrem gemeinsamen Blockflötenstudium in Karlsruhe kannten und auch schon gemeinsam im Amsterdam Loeki Stardust Quartet gespielt hatten. 2007 gründeten die beiden zusammen auch die „klassische Band“ Spark.
Dem Barockensemble gehören weiter der Cembalist Ricardo Magnus aus Argentinien und der Gambist Michael Spengler an. Für das Projekt Concerti di Flauti wird das Ensemble noch um die Flötisten Dorothee Oberlinger und Maurice Steger erweitert.

## Auszeichnungen
- 2009: Erster Preis des internationalen Händelwettbewerbs in Göttingen (gemeinsam mit der Sopranistin Miriam Alexandra)